# لويس باتريك غرين
لويس باتريك غرين (1891–1971)، الذي كان يكتب عادةً تحت اسم إل. باتريك غرين،كان كاتبًا إنجليزيًا لقصص المغامرات. وُلِد غرين في إنجلترا. وقضى عدة سنوات في روديسيا يعمل كموظف حكومي، قبل أن تتسبب إصابة في الظهر في اعتباره غير ملائم للخدمة مما أدى إلى فصله من وظيفته.  بحلول عام 1913، هاجر غرين إلى الولايات المتحدة وأصبح مواطنًا أمريكيًا يقيم في بوسطن.

## مهنة الكتابة
في عام 1918، بدأ غرين في كتابة قصص خيالية مستوحاة من تجاربه للمجلات الشعبية. في البداية، كانت مجلة Adventure هي سوقه الأمريكية الرئيسية.  بالنسبة للمغامرة، خلق غرين أشهر شخصياته "الميجور"، وهو الاسم المستعار للمغامر الإنجليزي أوبري سانت جون ميجور. وهو رجل إنجليزي غريب الأطوار، كان سلوكه المتأنّق يخفي شخصيته الذكية والبطولية، عمل بمساعدة صديقه الخويخوئي جيم كمشتري غير قانوني للألماس، متورط في تجارة غير قانونية للألماس في جنوب إفريقيا.  وعلى الرغم من وضعه الإجرامي، كان الميجور وجيم كثيرًا ما يتدخلان لمساعدة الأبرياء وتقديم المجرمين إلى العدالة. 
عمل غرين لفترة كمساعد محرر في مجلة Adventure ولم يُسمح له بكتابة قصص خيالية فيها. ثم بدأ ببيع القصص الخيالية إلى مجلات شعبية أخرى، وخاصة مجلة القصص القصيرة (حيث نقل سلسلة Major إليها). أصبح غرين أحد أكثر المساهمين شيوعًا وشعبية في القصص القصيرة. 
ومن بين المنشورات الأخرى التي كتب لها غرين: Action Stories ، و Argosy ، و Blue Book ، و Everybody's Magazine .
كتب غرين لأبناء أخيه كتابًا للأطفال، تابو ديك (1933). تدور أحداثه حول مغامرات صبي يشبه طرزان في أفريقيا.

## فهرس
- المشتري الرئيسي للماس (1926)
- منحدر الشيطان (1928)
- المعبود الأحمر (1928)
- المغامرات الكبرى (1928)
- ديناميت درويري (1929)
- الفارس المتجول الرائد (1929)
- ديناميت دروري مرة أخرى (1930)
- اللهب (1930)
- مآثر كبرى (1930)
- التطورات الرئيسية (1931)
- تقارير الرقيب لانسي (1931)
- المناسبات الكبرى (1931)
- منارة القتل (مع والتر س. ماسترمان ) (1932)
- الوادي المحرم (1932)
- المخاطر الكبرى (1932)
- شد الحبل (1932)
- تابو ديك (1933)
- الرقيب لانسي يواصل (1933)
- الرقيب ما اسم (1933)
- رأس ألف رمح (1934)
- الانتقام العادل (1934)
- بحيرة الموتى (1935)
- خطوة الرجل الأبيض (1936)
- جندي عديم الفائدة (1936)
- المد الأسود المتصاعد (1936)
- ليس عديم الفائدة (1938)
- الطبول تنادي الرائد (1938)
- الهروب من الحرية (1939)
- القيمة الاسمية (1939)
- الجندي يتولى القيادة (1940)
- التابو العظيم: مغامرات تابو ديك (1940)
- وادي الكنز (1940)
- سياف الحظ (1943)
- دوريات ديناميت دروري (1946)
- الرقيب لانسي يروي الحكاية (1947)
- النار وقصص أخرى عن الرائد (كتاب صغير) (2000)
- السحر (كتاب صغير) (2002)
- حكايات الغابة بقلم ل. باتريك جرين (كتاب صغير) (2005)
- مغامرات الرائد الكاملة 6 مجلدات حتى الآن (2013-2024)

## روابط خارجية
- Biography of L. Patrick Greene at the Black Dog Books website.